# Hedley Wessels
Pour les articles homonymes, voir Wessels.
Pas d'image ? Cliquez ici

a Compétitions nationales et continentales officielles uniquement.

Dernière mise à jour le 11 décembre 2017.
 Hedley Wessels, né le 27 octobre 1975 à Sishen (Afrique du Sud), est un joueur sud-africain de rugby à XV évoluant au poste de pilier.

## Biographie
Surnommé « Taai », ce qui signifie « incassable » en afrikaans en raison de sa capacité à ne pas se blesser.
En avril 2008, il signe à Dax en tant que joker médical jusqu'à la fin de la saison. Il est de nouveau recruté comme joker médical à Agen la même année et met un terme à sa carrière à l'issue de son contrat de trois mois.